# St. Martin (Kienberg)

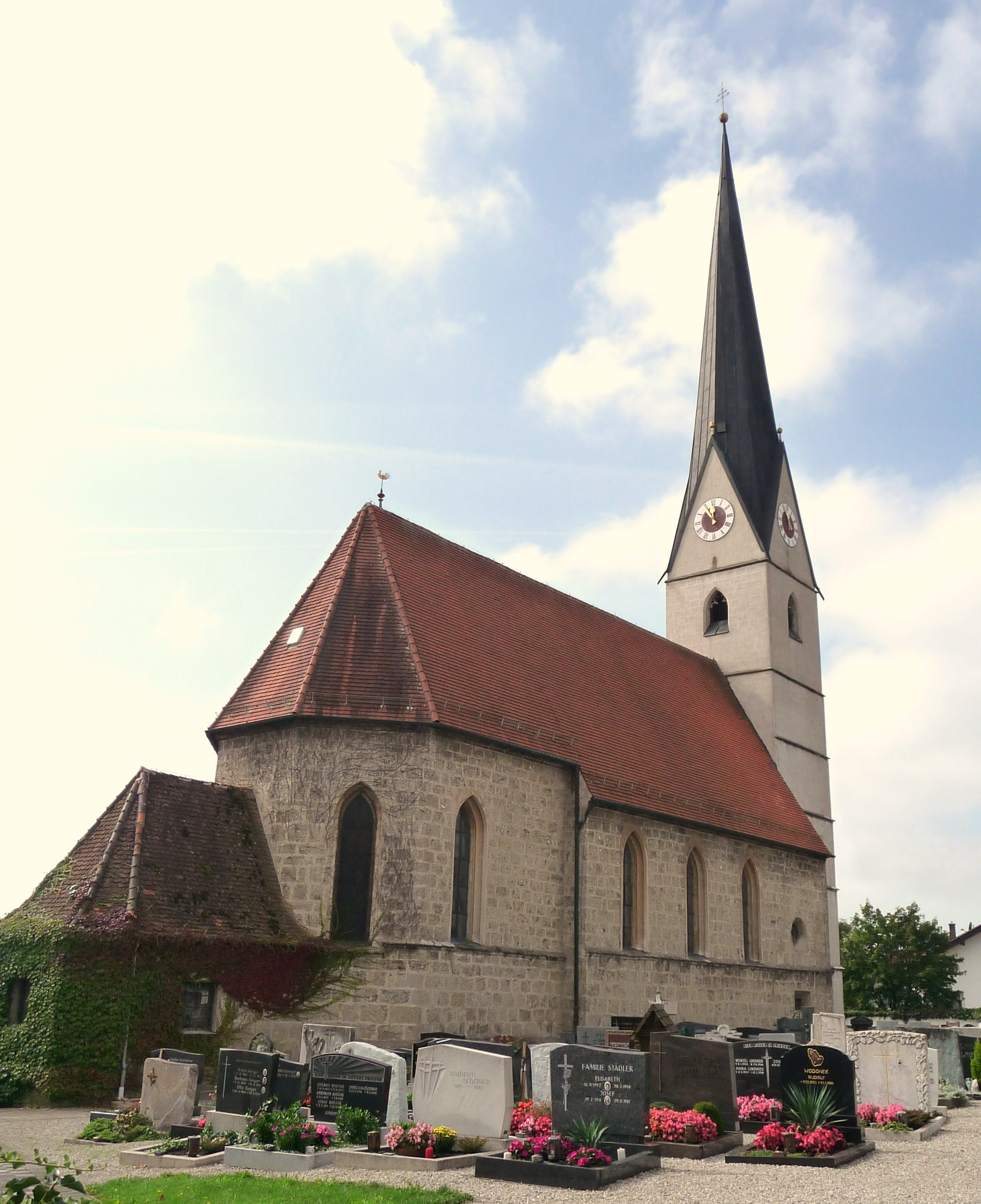
St. Martin in Kienberg

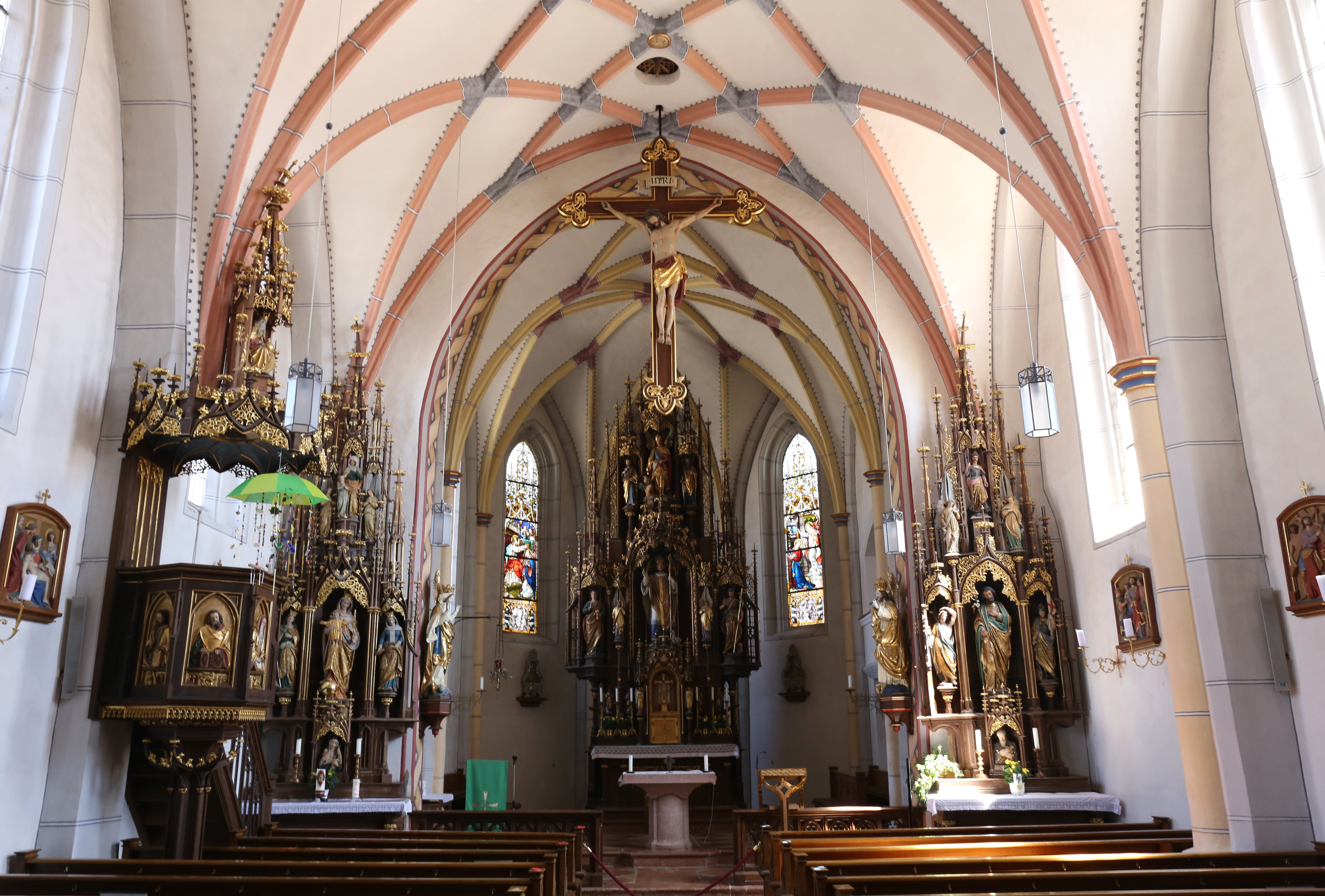
Innenraum

Die römisch-katholische Pfarrkirche St. Martin steht in Kienberg, einer Gemeinde im oberbayerischen Landkreis Traunstein. Das Bauwerk ist in der Liste der Baudenkmäler in Kienberg als Baudenkmal unter der Nr. D-1-89-126-1 eingetragen. Die Kirche gehört zum Dekanat Traunstein im Erzbistum München und Freising. 

## Beschreibung
Die spätgotische Saalkirche wurde um 1450 aus Quadermauerwerk auf den Grundmauern eines romanischen Vorgängerbaus errichtet und in der zweiten Hälfte des 19. Jahrhunderts neugotisch umgestaltet. An das Langhaus zu vier Jochen schließen sich im Osten ein eingezogener, dreiseitig geschlossener Chor und an der Stirnseite des Chors eine Sakristei an. Im Westen steht der Kirchturm mit dem Glockenstuhl. Zwischen den Giebeln des Turms, an denen die Zifferblätter der Turmuhr angebracht sind, erhebt sich ein spitzer Helm. In der zweiten Hälfte des 19. Jahrhunderts wurde an der Südwand der Sakristei ein zweigeschossiger Vorbau mit einer Kapelle und einem Oratorium errichtet. In dem Vorbau an der Südwand des Langhauses befindet sich ein Vestibül. Die neugotische Kirchenausstattung wurde von Joseph Knabl entworfen.